# Saugerties
Saugerties é uma cidade no Condado de Ulster, estado de Nova York, Estados Unidos.
Possui uma área de 64,57 milha quadradas (167,2 km2) de terra em 2010 e uma população de 19 038 habitantes em 2020. Em 1994 ela foi o local do Woodstock 1994, o festival de música em comemoração aos 25 anos do original, realizado a cerca de 100 km dali, na fazenda de Max Yasgur, em Bethel.